# Aberaeron
Aberaeron és un municipi de la costa de Ceredigion, a Gal·les, entre Aberystwyth i Aberteifi (anglès: Cardigan), i la seu del Consell del Comtat de Ceredigion.
Aberaeron fou projectat i construït el 1805 pel Rev. Alban Thomas Jones. El municipi s'estén al voltant de la desembocadura del Riu Aeron, que s'amplià per tal de servir de petit port per a embarcacions recreacionals. L'estuari pot travessar-se a través d'un pont de fusta per a vianants.
L'arquitectura d'Aberaeron és poc corrent amb relació a aquesta part rural de Gal·les: està estructurada al voltant d'una plaça principal amb edificis d'un estil Regency elegant, agrupats entorn del port. L'arquitectura d'algunes parts fou prou interessant com per aparèixer a alguns segells de correu britànics.
Aberaeron està situat a la carretera A487 i l'A482 passa pel municipi fins a Llanbedr Pont Steffan (anglès: Lampeter) i altres ciutats del sud.
La part litoral d'Aberaeron està formada generalment de platges de còdols, tot i que, quan la marea és baixa, s'hi pot veure sorra més fina. Pels seus avanços en tractament de residus, la platja del sud d'Aberaeron fou premiada amb la bandera blava de l'any 2005.
El clima és suau i temperat, condicionat sobretot per la proximitat a una mar de poca profunditat immediata. Tanmateix, les gelades ocasionals afecten el municipi a l'hivern, a causa de l'arribada d'aire fred provinent de les parts més elevades de Ceredigion, a través de la Vall d'Aeron.
El municipi és conegut per la venda de mel i especialment de gelats de mel i, més recentment, de mostassa com a condiment culinari.
Amb un 70% de gal·lesoparlants segons el cens del 2001, Aberaeron és una de les poques zones costaneres de Ceredigion que encara romanen predominantment gal·lesòfones.